# Александр (Елисов)
Архимандри́т Алекса́ндр (в миру Алексей Станиславович Елисов; 12 февраля 1960, Горький) — священнослужитель Русской православной церкви, архимандрит, настоятель храма Рождества Христова в Измайлове (с 2023), ранее — начальник Русской духовной миссии в Иерусалиме (2015—2023).

## Биография
В 1978 года окончил среднюю школу № 62 года Нижнего Новгорода и поступил в Московскую духовную семинарию.
В 1979—1981 годы проходил срочную службу в армии.
В 1983 году, по окончании семинарии, был зачислен на первый курс Московской духовной академии.
20 декабря 1986 году в храме Архангела Гавриила на подворье Антиохийской православной церкви в Москве был хиротонисан во диакона.
28 марта 1987 года в Троицком соборе Данилова монастыря в Москве митрополитом Минским и Слуцким Филаретом (Вахромеевым) был пострижен в монашество с именем Александр, а 7 апреля он же совершил его хиротонию во иеромонаха.
В 1987 года окончил Православный богословский факультет Прешовского государственного университета (Чехословакия), защитив на кафедре Священной истории Нового Завета магистерскую диссертацию на тему «Библейско-экзегетическое изложение пастырских посланий святого апостола Павла».
С 1987 по 1989 год нёс послушание помощника наместника Данилова монастыря в Москве по представительской работе, являясь одновременно референтом ответственного секретаря Отдела внешних церковных связей Московского патриархата. Обучался в аспирантуре Московской духовной академии при Отделе внешних церковных сношений.
На праздник Пасхи 1989 года указом патриарха Пимена возведён в достоинство игумена.
6 июля 1989 года решением Священного синода был направлен в распоряжение патриаршего экзарха Западной Европы митрополита Ростовского и Новочеркасского Владимира (Сабодана) для назначения настоятелем Свято-Троицкого храма в Ванве (Париж) и в декабре того же года назначен настоятелем данного храма.
К празднику Пасхи 1997 года указом патриарха Алексия II возведён в достоинство архимандрита по случаю освящения новосооруженного храма Новомучеников и исповедников Российских при Троицком приходе в Ванве. Сам чин возведения в архимандрита был совершён патриархом Алексием 17 июля того же года в Троице-Сергиевой лавре.
6 октября 1999 года решением Священного синода освобождён от должности настоятеля прихода Святой Троицы и новомучеников и исповедников Российских в городе Ванве (Франция) Корсунской епархии и назначен настоятелем прихода Русской православной церкви в Бейруте (Ливан).
12 марта 2002 года решением Священного синода назначен представителем патриарха Московского и всея Руси при патриархе Великой Антиохии и всего Востока с освобождением от должности настоятеля прихода Русской православной церкви в Бейруте.
Совершил богослужения на церковнославянском языке для русскоязычных жителей Ливана и Сирии.
28 марта 2006 года встретился в министерстве вакуфов с новоизбранным Верховным муфтием Сирии доктором Ахмадом Бадр Аль-Дином Хассуном.
27 мая 2006 года встретился с вице-президентом университета Баламанд и деканом богословского института Иоанна Дамаскина Жоржесрм Нахасом. На встрече подробно обсуждались вопросы, связанные с обучением студентов из Русской Православной Церкви в богословском институте святого Иоанна Дамаскина.
21 июня 2006 года нанёс визит патриарху Сиро-яковитской церкви Мар Игнатию Закке I Ивасу в его летней резиденции в монастыре преподобного Ефрема Сирина.
15-16 декабря 2006 года вместе с сотрудниками Отдела по церковной благотворительности и социальному служению Московского патриархата иеромонахом Серафимом (Кравченко) и Д. Ю. Петровым посетили разрушенные в результате войны районы Ливана, расположенные на юге и востоке страны.
19 декабря 2006 года в храме священномученика Игнатия Богоносца при представительстве Русской православной церкви в Дамаске состоялось чествование патриарха Игнатия IV, во время которого патриарх Игнатий IV удостоил архимандрита Александра ордена святых Первоверховных апостолов Петра и Павла, отметив в своём слове труды представительства по укреплению и развитию традиционно братских и конструктивных отношений между церквями и постоянные пастырские заботы о духовном окормлении русскоязычной паствы на территории Антиохийского патриархата.
25 декабря 2006 года принял участие в первой в современной истории Сирии встрече президента страны Башара Асада с религиозными деятелями республики, состоявшейся в здании Антиохийской патриархии по случаю праздника Рождества Христова.
12 мая 2007 года принял участие в международном семинаре на тему «Вопросы религии и цивилизации в творчестве Ф. М. Достоевского», приуроченном к 185-й годовщине со дня рождения писателя, который состоялся в университете Нотр Дам в Луэйзе (Ливан). Выступил с приветственным словом к участникам семинара.
20 ноября 2008 года встретился с прибывшим в Сирию патриархом Эфиопским Абуны Павла.
3 мая 2009 года встретился с предстоятелем Кипрской православной церкви архиепископом Новой Юстинианы и всего Кипра Хризостомом II, прибывшим к патриарху Антиохийскому и всего Востока Игнатию IV.
Сопровождал патриарха Кирилла во время его визита в Сирию и Ливан, состоявшийся с 12 по 15 ноября 2011 года, в том числе 13 ноября присутствовал на встрече Патриарха Кирилла с Президентом Сирии Башаром Асадом и 14 ноября — во встрече Патриарха Кирилла с президентом Ливана Мишелем Сулейманом.
В феврале 2012 года отмечал: «После наложенного Россией вето на резолюцию Совета безопасности ООН по Сирии положение российских граждан в этой стране резко ухудшилось. Со стороны так называемой „армии освобождения“ и религиозных радикалов в их адрес звучат угрозы физической расправы, им предлагается покинуть территорию сирийского государства как „виновникам гибели сирийцев и их детей“. Подобно инфекции это нисходит на бытовой уровень. Оскорбления в адрес наших женщин звучат уже и в некоторых районах Дамаска, были случаи, когда таксист отказывался везти, услышав русскую речь».
29 мая 2013 года решением Священного синода освобождён от должности представителя патриарха Московского при патриархе Великой Антиохии.
2 октября 2013 года решением Священного синода направлен в клир Корсунской епархии в распоряжение епископа Корсунского Нестора (Сиротенко).
11 декабря 2013 году указом епископа Корсунского Нестора назначен настоятелем Никольского собора в Ницце.
5 мая 2014 года начался капитальный ремонт Никольского собора, в связи с чем с 8 мая богослужения начали совершаться Собором[прояснить] в части парка, которая не задействована в работах. К концу служения архимандрита Александра в Ницце ремонт ещё продолжался.
13 июля 2015 года решением Священного синода назначен начальником Русской духовной миссии в Иерусалиме.
11 октября 2023 года решением Священного Синода РПЦ уволен с поста начальника Русской духовной миссии в Иерусалиме с выражением благодарности за понесённые труды.
15 декабря 2023 года Указом Патриарха Московского и всея Руси назначен настоятелем храма Рождества Христова в Измайлове г. Москвы.

## Награды
- Патриаршая Грамота от Патриарха Пимена (29 июня 1988; «за труды по организации празднования 1000-летия Крещения Руси»[26])
- Патриаршая Грамота от Патриарха Алексия II (3 июня 1996 года; к 50-летию ОВЦС Московского Патриархата)[26].
- Права служения Божественной Литургии с открытыми Царскими вратами до Херувимской песни (к празднику Пасхи 2006)[26].
- Орден святых Первоверховных апостолов Петра и Павла Антиохийской православной церкви (19 декабря 2006; «за вклад в укрепление и развитие традиционно братских и конструктивных отношений между Русской и Антиохийской Церквями и постоянные пастырские заботы о духовном окормлении русскоязычной паствы на территории Антиохийского Патриархата»)[26].
- Орден преподобного Сергия Радонежского III степени (18 октября 2008; «во внимание к усердным пастырским трудам и в связи с 50-летием Представительства Патриарха Московского и всея Руси при Патриархе Антиохийском и всего Востока»)[26].
- Орден святителя Иннокентия, митрополита Московского и Коломенского, III степени (12 февраля 2010, «во внимание к усердным миссионерским трудам и в связи с 50-летием со дня рождения»)[26].
- Право служения Божественной Литургии с открытыми Царскими вратами до «Отче наш» (к празднику Святой Пасхи 2012; «во внимание к усердным пастырским трудам и в связи с 25-летием священнического служения»)[26]
- Орден преподобного Серафима Саровского III степени (2017 год)[27].

## Публикации
- На Православном богословском факультете в Прешове // Журнал Московской Патриархии. 1985. — № 12. — C. 47.
- К 35-летию Православного богословского факультета в Прешове // Журнал Московской Патриархии. 1986. — № 4. — C. 54—55.
- Вечер на Православном богословском факультете в Прешове // Журнал Московской Патриархии. 1986. — № 8. — C. 54—55
- 15-летие Первосвятительского служения Святейшего Патриарха Пимена // Журнал Московской Патриархии. 1986. — № 9. — C. 59—60.